# 永遠と瞬間
『永遠と瞬間』（えいえんとしゅんかん）は、2014年4月23日に発売された日本のアイドル歌手、武藤彩未の1作目のスタジオ・アルバム。発売元はアミューズとA-Sketchによる新レーベルSHINKAI。

## 概要
さくら学院の元メンバーである武藤彩未のソロデビューアルバム。作品の世界観を重要視するためのアルバムデビューであるが、アイドルとしては異例である。
武藤の音楽活動のテーマでもある「温故知新」を体感するべく、彼女が愛する1980年代歌謡曲のエッセンスを取り入れた新しい音楽を目指すものであり、新しさと懐かしさが混在しながら絶妙なバランスを保つ独自の世界観を表現したものとなっている。
新しさと懐かしさが混在した世界は、このプロジェクトにおいては「NEWTRO-POP」と謳われている。
アルバムタイトル「永遠と瞬間」は、「変化しすぎると大切なものが失われ、変わらないと古くなってしまうという」という、相反したバランスですべてのものが成立していることを表したものである。
収録曲は、作詞を1980年代アイドル歌謡を多く手掛けた三浦徳子と森雪之丞が、作曲をポルノグラフィティといきものがかりのプロデュースを手掛けた本間昭光が担当。また、アレンジを若手サウンドクリエーターのnishi-ken、THE 野党のメンバーの篤志、KAYが担当しており、デビュー前に行われたソロライブでオリジナル曲をライブ毎に披露し、何度も改良を重ねて完成させている。

## アートワーク
カンヌ国際広告祭ヤングディレクターズ・アワードのグランプリを受賞し、世界で活躍する映像作家・関根光才が担当。「混沌とした時代に一人で新たなジャンルを切り開いていこうとする武藤彩未の登場を、この世界に舞い降りた一人の少女、現代のジャンヌダルクとして表現しました。」と語っている。スタイリングは、彼女がビジュアルモデルを務める伊勢丹のキャンペーン「花々祭」でもスタイリストを務めた長瀬哲朗が担当した。

## 収録曲
セブンティーン盤、永遠盤、瞬間盤共通
| #         | タイトル                 | 作詞      | 作曲                      | 編曲      | 時間  |
| --------- | ------------------------ | --------- | ------------------------- | --------- | ----- |
| 1.        | 「宙」                   | mavie     | Takeshi Asakawa・本間昭光 | 篤志      | 4:08  |
| 2.        | 「時間というWonderland」 | 森雪之丞  | 本間昭光                  | nishi-ken | 3:06  |
| 3.        | 「彩りの夏」             | 森雪之丞  | 本間昭光                  | nishi-ken | 4:21  |
| 4.        | 「桜 ロマンス」          | 三浦徳子  | 本間昭光                  | KAY       | 4:17  |
| 5.        | 「とうめいしょうじょ」   | 三浦徳子  | 本間昭光                  | 太田雅友  | 3:45  |
| 6.        | 「A.Y.M.」               | 森雪之丞  | Takeshi Asakawa           | 篤志      | 4:27  |
| 7.        | 「女神のサジェスチョン」 | 三浦徳子  | 本間昭光                  | nishi-ken | 3:40  |
| 8.        | 「永遠と瞬間」           | 森雪之丞  | 本間昭光                  | KAY       | 4:12  |
| 合計時間: | 合計時間:                | 合計時間: | 合計時間:                 | 合計時間: | 31:54 |

セブンティーン盤（初回限定盤）のみ
- CD 

| #         | タイトル      | 作詞      | 作曲      | 編曲      | 時間 |
| --------- | ------------- | --------- | --------- | --------- | ---- |
| 1.        | 「Seventeen」 | 稲葉エミ  | 本間昭光  | nishi-ken | 3:42 |
| 合計時間: | 合計時間:     | 合計時間: | 合計時間: | 合計時間: | 3:42 |

- DVD

| #  | タイトル                              | 作詞 | 作曲 |
| -- | ------------------------------------- | ---- | ---- |
| 1. | 「Documentary of Ayami Muto」         |      |      |
| 2. | 「彩りの夏」(@渋谷O-EAST)             |      |      |
| 3. | 「女神のサジェスチョン」(@Shibuya-AX) |      |      |
| 4. | 「A.Y.M.」(@赤坂BLITZ)                |      |      |
| 5. | 「宙」(Music Video)                   |      |      |

### 封入特典
セブンティーン盤のみ
- aymカード“01”

永遠盤（通常盤）のみ
- aymカード“02”（初回プレスのみ）

瞬間盤（タワーレコード/HMV限定盤）のみ
- aymカード“03-19”

### チェーン特典
TOWER RECORDS
- AYAMIDIA デビュー記念Special　“TOWER RECORDS ver.”

HMV
- AYAMIDIA デビュー記念Special　“HMV　ver.”

ASMART
- ポストカード

## 解説
セブンティーン盤、永遠盤、瞬間盤共通
1. 宙
2. 時間というWonderland
3. 彩りの夏
4. 桜 ロマンス
5. とうめいしょうじょ
6. A.Y.M.

セブンティーン盤のみ
1.  Seventeen 
  - グリコ「セブンティーンアイス」キャンペーンソング

## ミュージックビデオ
宙
アルバムのリード曲。ジャケットアートワークと同様、ディレクションを関根光才が担当しており、アルバムジャケットと同コンセプトで製作されている。
永遠と瞬間
アルバムの表題曲のリリックビデオ。武藤のシルエット映像とタイポグラフィを用いた歌詞映像を組み合わせた作品となっている。